# Villa Les Zéphyrs

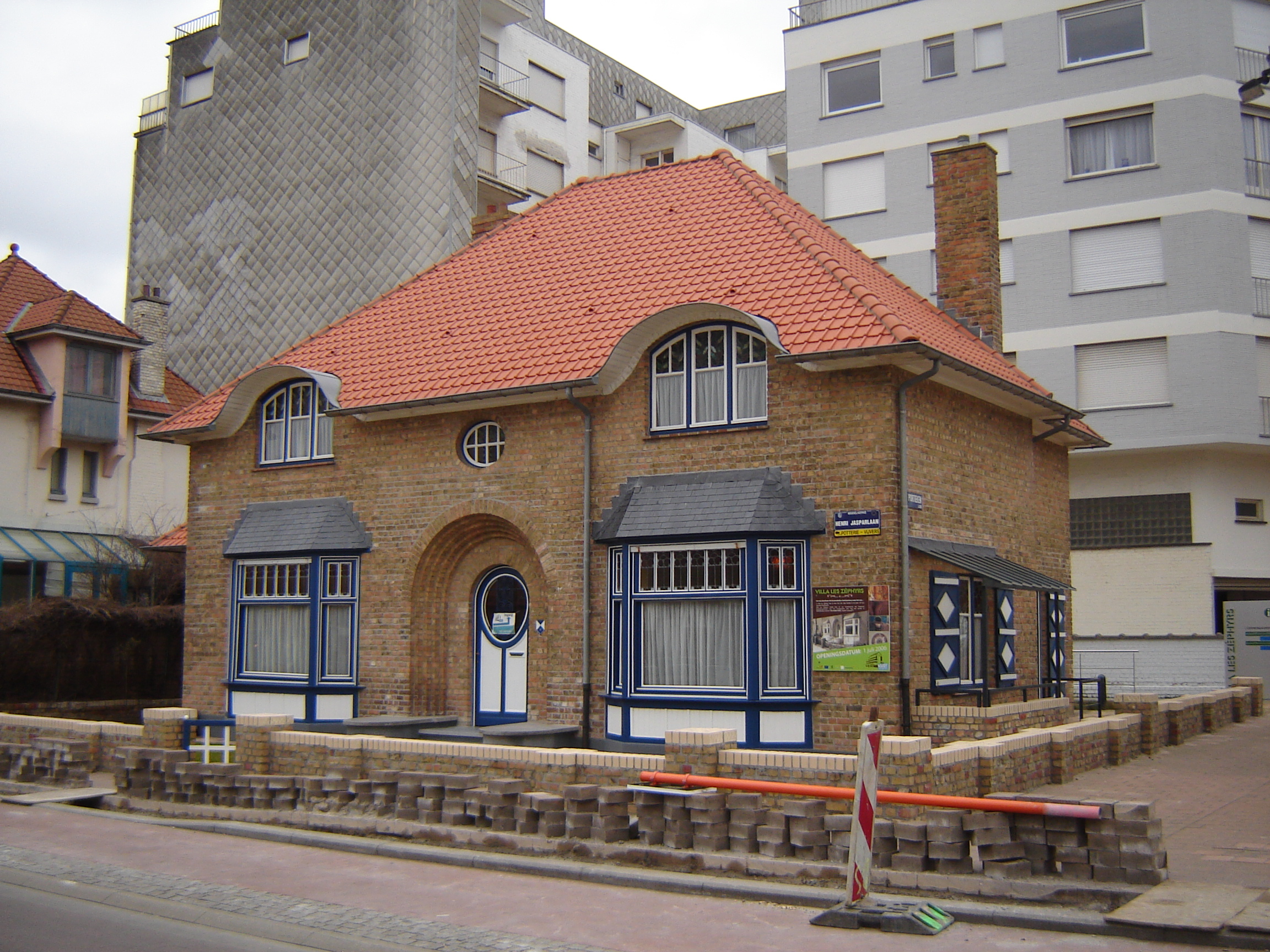

Villa Les Zéphyrs is een voormalige vakantiewoning in Westende-Bad (Middelkerke) gebouwd in 1922 door het Gentse doktersgezin Muyshondt naar plannen van architect Oscar Van de Voorde.
De woning is gebaseerd op een ontwerp dat Van de Voorde reeds in 1910 maakte voor de wereldtentoonstelling in Brussel. Interessant in het gebouw zijn de glas-in-loodramen, de badkamer met het verzonken terrazzobad en faiencebekleding, de kelderkeuken en de art-nouveau-aankleding van de eetkamer en de fumoir. De lambrisering, buffetkasten en schouwmantel in deze ruimtes zijn van de hand van Henry Van de Velde. Lieven Daenens (Design Museum Gent) kon achterhalen dat het ensemble dateert van 1898 en behoort tot het vroegst bekende werk van deze Belgische ontwerper. Het interieur werd wellicht gerecupereerd uit een afbraakpand en later door de familie Muyshondt geïncorporeerd in Les Zéphyrs. In 1996 werd de villa opgenomen in een beschermd dorpsgezicht; in 2002 volgde de bescherming als monument.

## Gebruik
Villa Les Zéphyrs bleef heel lang in gebruik als vakantiewoning. Alleen tijdens de Tweede Wereldoorlog kwamen de eigenaars er niet op vakantie. Tijdens die woelige periode namen vluchtelingen er hun intrek en verdween veel van de oorspronkelijke inboedel. Midden de jaren zestig kwam de familie niet langer op vakantie naar Westende-Bad.
De tuin van Les Zéphyrs, de grootste van de badplaats, werd verkocht en maakte plaats voor een appartementsgebouw. De villa zelf werd in 1972 verhuurd aan de toenmalige gemeente Westende die er haar toeristisch infokantoor huisvestte. Dit behoedde het gebouw voor afbraak. Het gemeentebestuur van Middelkerke, waarmee Westende ondertussen was gefuseerd, kocht de woning in 1999.

## Restauratie
Na jaren van intensief gebruik had de villa een grondige opknapbeurt nodig. Deze restauratie begon in 2003 en meteen werd ook werk gemaakt van een ruimere invulling. In het kader van Kusthistories, een project over de geschiedenis van het kusttoerisme, kreeg Les Zéphyrs naast een toeristische infobalie ook een museaal luik. Op basis van een interview van journaliste Diane De Keyzer met de dochters van de oorspronkelijke eigenaars, herwon de woning een deel van zijn oorspronkelijke luister en sfeer. In andere ruimtes werd dieper ingegaan op de geschiedenis van de badplaats Westende-Bad en op de sociale verhoudingen tussen ‘Monsieur et Madame’ en het dienstpersoneel. Eind juni 2006 werd de woning opengesteld voor het publiek.
Villa Les Zéphyrs maakt deel uit van het netwerk Historische Huizen Vlaanderen.